# Crocidura hirta
Crocidura hirta е вид бозайник от семейство Земеровкови (Soricidae). Видът не е застрашен от изчезване.

## Разпространение и местообитание
Разпространен е в Ангола, Ботсвана, Демократична република Конго, Замбия, Зимбабве, Малави, Мозамбик, Свазиленд, Танзания и Южна Африка.
Обитава гористи местности, пустинни области, места със суха почва, ливади и савани в райони с тропически и субтропичен климат, при средна месечна температура около 21,7 градуса.

## Описание
На дължина достигат до 3 cm, а теглото им е около 15,8 g.